# Tabarquino (dialeto)

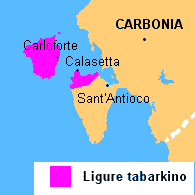
Áreas do liguriano tabarquino na Sardenha

O tabarquino é uma variedade do lígure

## Distribuição geográfica do tabarquino
O tabarquino é falado nas vilas de Carloforte (U Paize) na ilha de San Pietro (Santu Petru) e de Calasetta na ilha de Sant' Antioco (Sant'Antogiu), no (arquipélago de Sulcis), na Província de Carbonia-Iglesias,  devido à presença de colonias ligurianas por razões militares e comerciais no sudoeste da Sardenha.

## Reconhecimento da língua liguriana em Carloforte e Calasetta
O tabarquino é reconhecido explicitamente no artigo 2.4 da lei regional de 11 de Setembro de 1997, da região autónoma da Sardenha sobre a promoção e valorização da cultura e língua da Sardenha.

## Características das variantes
O tabarquino de Carloforte contém muito poucos arcaísmos e está muito perto do liguriano moderno. O tabarquino de Calasseta, ao contrário, contém muitos mais arcaísmos e está muito perto do liguriano do século XVI, embora lexicalmente foi influenciado pelo sardo devido ao bilinguismo. Os dois dialetos possuem palavras derivadas do árabe e também galicismos.